# 第8後方支援連隊
第8後方支援連隊（だいはちこうほうしえんれんたい、JGSDF 8th Logistic Support Regiment）は、陸上自衛隊北熊本駐屯地（熊本県熊本市北区）に連隊本部が駐屯する第8師団隷下の後方支援部隊である。

## 概要
連隊長は、1等陸佐（二）が充てられいる。連隊本部、本部付隊、第1整備大隊、第2整備大隊、補給隊、輸送隊および衛生隊は北熊本駐屯地に所在し、第1整備大隊および第2整備大隊の一部が川内駐屯地、国分駐屯地、都城駐屯地、玖珠駐屯地に配置され、第8師団隷下部隊の兵站（補給、整備、回収、輸送等の業務）および衛生の支援を実施を任務とするほか、災害派遣や民生協力、国際貢献活動も行っている。

## 沿革
- 1990年（平成02年）3月26日：第8師団の近代化改編に伴い、第8武器隊・第8補給隊・第8衛生隊・第8輸送隊を統合して第8後方支援連隊が北熊本駐屯地において編成完結。
- 1995年（平成07年）1月：阪神・淡路大震災に発生より、災害派遣出動。
- 1996年（平成08年）3月29日：部隊改編。

1. 第8師団司令部第4部長職が専任化され、連隊長との兼補が解除。
2. 武器隊を武器大隊に改編。

- 2005年（平成17年）3月28日：補給・整備組織を集約するため、武器大隊に師団隷下の諸部隊の整備部門を統合し、第1整備大隊、第2整備大隊に再編。
- 2015年（平成27年）3月26日：西部方面後方支援隊隷下（平素第4師団隷属）の第302対舟艇対戦車直接支援隊を編合[1]。
- 2018年（平成30年）
  - 3月26日：被支援部隊の廃止・改編により、隷下部隊が廃止。

  1. 第2整備大隊第4普通科直接支援中隊（第24普通科連隊を支援）が廃止。
  2. 第2整備大隊特科直接支援中隊（第8特科連隊を支援）が廃止。
  3. 第2整備大隊戦車直接支援中隊（第8戦車大隊を支援）が廃止。

  - 3月27日：第2整備大隊第2普通科直接支援中隊を改編し、即応機動直接支援中隊（第42即応機動連隊を支援）を北熊本駐屯地に新編[2]。

## 部隊編成（任務）
特記ないものは北熊本駐屯地内に所在している。
- 第8後方支援連隊本部
- 第8後方支援連隊本部付隊「8後支-本」：連隊本部の支援、連隊の通信に関する業務を担任
  - 付隊本部
  - 連隊本部班
  - 通信小隊
- 第1整備大隊：第8師団師団隷下部隊に対する全般整備支援（衛生器材を除く）および第2整備大隊直接支援部隊に対する増援を実施
  - 第1整備大隊本部
  - 第1整備大隊本部付隊「8後支-1-本」
  - 火器車両整備中隊「8後支-1-火車」-
  - 施設整備隊「8後支-1-施」（川内駐屯地）：第8施設大隊等を支援
  - 通信電子整備隊「8後支-1-通」：第8通信大隊等を支援
  - 工作回収小隊
- 第2整備大隊：第8師団隷下の部隊に装備されている各種装備品（火器、車両、誘導武器、通信器材等）の整備および回収を担任
  - 第2整備大隊本部
  - 第2整備大隊本部付隊「8後支-2-本」
  - 即応機動直接支援中隊「8後支-2-即機」：第42即応機動連隊を支援
  - 第1普通科直接支援中隊「8後支-2-1普」（国分駐屯地）：第12普通科連隊を支援
  - 第3普通科直接支援中隊「8後支-2-3普」（都城駐屯地）：第43普通科連隊を支援
  - 高射直接支援隊「8後支-2-高」：第8高射特科大隊を支援
  - 偵察直接支援小隊「8後支-2-偵」：第8偵察偵察隊を支援
  - 第302対舟艇対戦車直接支援隊「302対舟」（玖珠駐屯地）平素隷属：西部方面対舟艇対戦車隊を支援
- 補給隊「8後支‐補」：糧食・燃料・部品の補給、入浴・洗濯業務を担任し、第8師団隷下部隊を支援
  - 補給隊本部
  - 本部付隊
  - 需品補給小隊
  - 部品補給小隊
  - 業務小隊
- 輸送隊「8後支-輸」：人員、補給品、車両等の輸送を担任し、第8師団隷下部隊を支援
  - 輸送隊本部
  - 管理班
  - 輸送小隊（Ａ）
  - 輸送小隊（Ｂ）
- 衛生隊「8後支-衛」：第8師団作戦地域での患者の治療・後送および防疫を担任。平素は各種訓練および衛生技術支援
  - 衛生隊本部
  - 救急車小隊
  - 治療隊

## 主要幹部
| 官職名            | 階級    | 氏名     | 補職発令日     | 前職                         |
| ----------------- | ------- | -------- | -------------- | ---------------------------- |
| 第8後方支援連隊長 | 1等陸佐 | 幸津真悟 | 2025年03月24日 | 東部方面総監部人事部募集課長 |

| 代 | 氏名     | 在職期間                        | 前職                                                   | 後職                                    |
| -- | -------- | ------------------------------- | ------------------------------------------------------ | --------------------------------------- |
| 01 | 川内厚生 | 1990年03月26日 - 1992年03月31日 | 第8師団司令部第4部長                                   | 統合幕僚学校学校教官                    |
| 02 | 佐伯宣雄 | 1992年04月01日 - 1994年11月30日 | 陸上自衛隊幹部候補生学校学校教官                       | 陸上自衛隊九州地区補給処武器部長        |
| 03 | 谷川孝司 | 1994年12月01日 - 1997年07月31日 | 第1師団司令部第3部長                                   | 陸上幕僚監部装備部輸送課長              |
| 04 | 田中達浩 | 1997年08月01日 - 1998年07月31日 | 統合幕僚会議事務局第5幕僚室 軍備管理班長               | 陸上自衛隊幹部学校主任研究開発官        |
| 05 | 須崎清毅 | 1998年08月01日 - 2000年07月31日 | 第8師団司令部第4部長                                   | 第8師団司令部勤務                       |
| 06 | 山越孝雄 | 2000年08月01日 - 2002年03月26日 | 統合幕僚会議事務局第3幕僚室 運用第2班長                | 陸上幕僚監部装備部需品課長              |
| 07 | 田上安男 | 2002年03月27日 - 2003年07月31日 | 陸上幕僚監部監理部総務課 企画班長                      | 陸上幕僚監部装備部輸送課長              |
| 08 | 永戸正文 | 2003年08月01日 - 2005年07月31日 | 陸上幕僚監部装備部武器・化学課 火器班長                | 陸上自衛隊武器学校教育部長              |
| 09 | 西川公康 | 2005年08月01日 - 2007年12月02日 | 陸上幕僚監部防衛部 情報通信・研究課情報通信室長        | 陸上自衛隊研究本部主任研究開発官        |
| 10 | 内田雄三 | 2007年12月03日 - 2009年11月30日 | 陸上幕僚監部教育訓練部 教育訓練計画課器材・演習場班長  | 中部方面総監部装備部長                  |
| 11 | 源弘紀   | 2009年12月01日 - 2010年11月30日 | 陸上自衛隊研究本部研究員                               | 陸上幕僚監部装備部装備計画課 輸送室長   |
| 12 | 坂本正義 | 2010年12月01日 - 2013年07月31日 | 陸上幕僚監部装備部武器・化学課 総括班長                | 陸上自衛隊研究本部主任研究開発官        |
| 13 | 河津賢一 | 2013年08月01日 - 2015年07月31日 | 陸上幕僚監部装備部需品課 総括班長                      | 陸上自衛隊研究本部主任研究開発官        |
| 14 | 小林將浩 | 2015年08月01日 - 2017年03月22日 | 陸上幕僚監部装備部需品課 総括班長                      | 陸上自衛隊幹部学校主任教官              |
| 15 | 坂田裕樹 | 2017年03月23日 - 2019年03月31日 | 陸上幕僚監部装備計画部装備計画課 企画班長              | 陸上幕僚監部人事教育部 人事教育計画課長 |
| 16 | 黒川修   | 2019年04月01日 - 2021年03月25日 | 西部方面総監部防衛部防衛課長                           | 陸上幕僚監部監理部総務課長              |
| 17 | 髙𣘺憲司 | 2021年03月26日 - 2023年07月31日 | 統合幕僚監部防衛計画部防衛課付 兼 防衛政策局防衛政策課 | 陸上自衛隊北海道補給処装備計画部長      |
| 18 | 三谷耕太 | 2023年08月01日 - 2025年03月23日 | 陸上自衛隊教育訓練研究本部                             | 陸上自衛隊需品学校教育部長              |
| 19 | 幸津真悟 | 2025年03月24日 -                | 東部方面総監部人事部募集課長                           |                                         |

## 主要装備
- 1/2tトラック / 73式小型トラック
- 1 1/2tトラック / 73式中型トラック
- 3 1/2tトラック / 73式大型トラック
- 7tトラック / 74式特大型トラック
- 重レッカ
- 中型セミトレーラ
- 重装輪回収車
- 11式装軌車回収車
- 3トン半水タンク車
- 3トン半燃料タンク車
- 3トン半航空用燃料タンク車
- 野外支援車
- 野外炊具
- 野外洗濯セット2型
- 野外入浴セット2型
- 浄水セット（車載型）
- 野外手術システム
- 1トン半救急車
- 89式5.56mm小銃
- 9mm拳銃
- 12.7mm重機関銃M2
- 91式携帯地対空誘導弾

## 廃止（改編）部隊
2005年（平成17年）3月28日：連隊改編
- 第8後方支援連隊武器大隊：2005年（平成17年）3月27日廃止。 第8後方支援連隊第1整備大隊、第8後方支援連隊第2整備大隊に改編。

2018年（平成30年）3月27日：連隊改編
- 第8後方支援連隊第2整備大隊第4普通科直接支援中隊（第24普通科連隊を支援）：2018年（平成30年）3月26日廃止。西部方面後方支援隊第308普通科直接支援中隊に改編。
- 第8後方支援連隊第2整備大隊第2普通科直接支援中隊（第42普通科連隊を支援）：2018年（平成30年）3月26日廃止。第8後方支援連隊第2整備大隊即応機動直接支援中隊に改編[2]。
- 第8後方支援連隊第2整備大隊特科直接支援中隊「8後支-2-特」（北熊本駐屯地）：第8特科連隊を支援。2018年（平成30年）3月26日廃止。
  - 西部方面後方支援隊第304特科直接支援中隊に改編。
- 第8後方支援連隊第2整備大隊戦車直接支援中隊「8後支-2-戦」（玖珠駐屯地）：第8戦車大隊を支援。2018年（平成30年）3月26日廃止。
  - 方面後方支援隊第301戦車直接支援中隊に改編。